# Paris Gare de l’Est

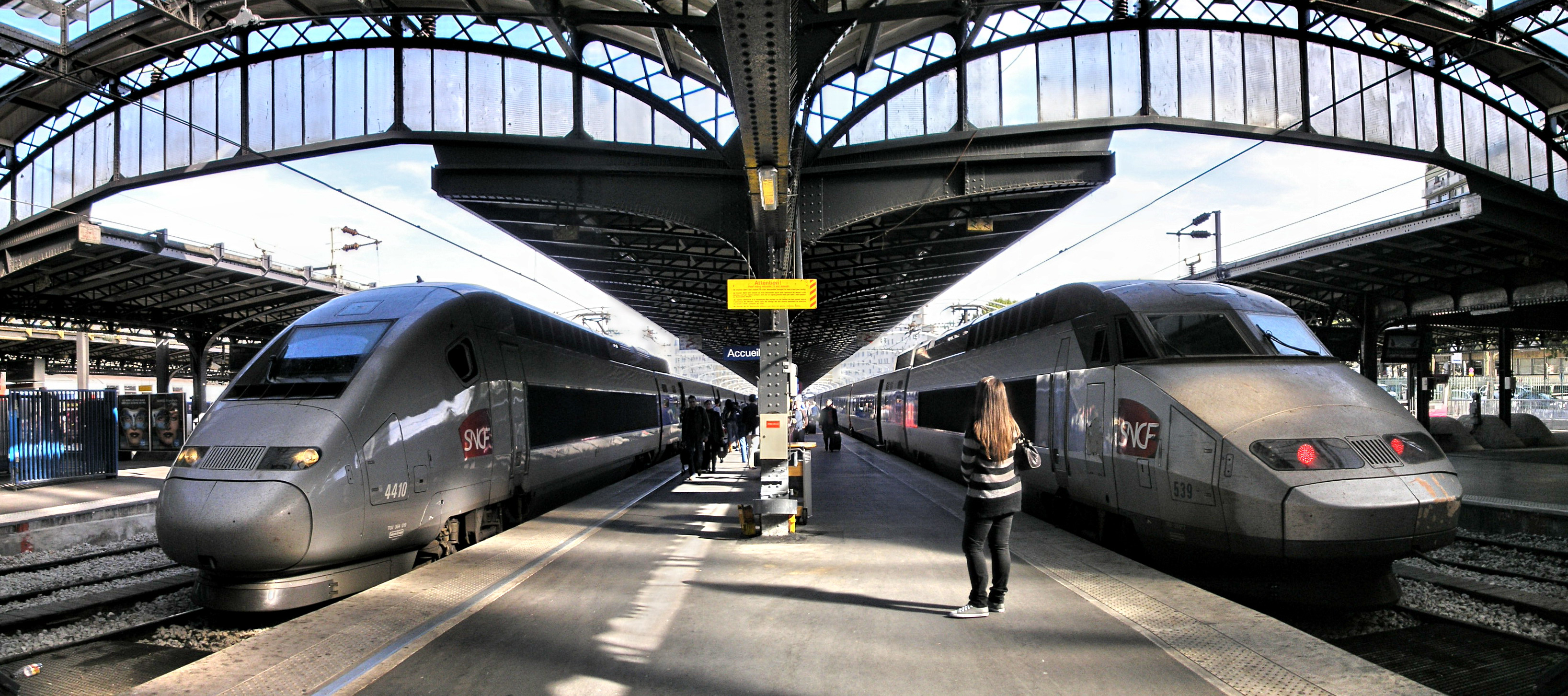
TGV vonatok a pályaudvaron

Párizs pályaudvarai és célállomásai

A Paris Gare de l’Est vasúti fejpályaudvar Franciaországban, Párizsban. Párizs legnagyobb és legöregebb pályaudvara. Az állomást Georges Eugène Haussmann tervezte, 1849. július 5-én nyílt meg. Számos nemzetközi vonat kiindulási vagy végállomása. Vonatok indulnak innen Franciaországba, Németországba és Ausztriába.

## Vasútvonalak
A pályaudvarról az alábbi vasútvonalak indulnak:
- Párizs–Mulhouse-vasútvonal
- Párizs–Strasbourg-vasútvonal
- LGV Est européenne

## Célállomások
A pályaudvarról az alábbi állomások érhetőek el:
| - Augsburg - Bar-le-Duc - Bázel - Belfort - Châlons-en-Champagne - Charleville-Mézières - Château-Thierry - Chaumont - Colmar - Commercy - Culmont–Chalindrey - Darmstadt | - Épernay - Épinal - Frankfurt - Forbach - Karlsruhe - Linz - Lunéville - Luxembourg - Mannheim - Meaux - Metz - Mulhouse | - München - Nancy - Reims - Remiremont - Saarbrücken - Sarrebourg - Saint-Dié-des-Vosges - Saint-Dizier - Salzburg - Saverne - Sedan - Strasbourg | - Stuttgart - Thionville - Toul - Troyes - Ulm - Verdun - Vesoul - Bécs - Vitry-le-François - Wissembourg - Zürich |

## Járatok
A pályaudvarról az alábbi járatok indulnak:
| Vonatnem                         | Kategória           | Útvonal | Vonat típus                      | Jegyzetek                              |
| -------------------------------- | ------------------- | --- | -------------------------------- | -------------------------------------- |
| CityNightLine                    | Night Train         | Paris-Est - Metz Ville - Saarbrücken - Göttingen - Hannover Hbf - Berlin-Spandau - Berlin Hbf - Berlin Südkreuz                                                                                   |                                  | Perseus, a Deutsche Bahn üzemelteti    |
| CityNightLine                    | Night Train         | Paris-Est - Metz Ville - Saarbrücken Hbf - Stuttgart Hbf - Plochingen - Göppingen - Geislingen - Ulm Hbf - Günzburg - Augsburg Hbf - München Hbf - Kufstein - Wörgl Hbf - Jenbach - Innsbruck Hbf |                                  | Cassiopeia, a Deutsche Bahn üzemelteti |
| ICE                              | InterCity-Express   | Paris-Est - Forbach - Saarbrücken - Kaiserslautern Hbf - Mannheim Hbf - Frankfurt (Main) Hbf | ICE 3                            |                                        |
| TGV Lyria                        | Nagysebességű vonat | Paris-Est - Strasbourg - Colmar - Mulhouse - Bázel - Zürich Hbf | TGV POS                          |                                        |
| TGV                              | Nagysebességű vonat | Paris-Est - Reims - Charleville-Mézières | TGV Réseau                       |                                        |
| TGV                              | Nagysebességű vonat | Paris-Est - Reims - Rethel - Charleville-Mézières - Sedan | TGV Réseau                       |                                        |
| TGV                              | Nagysebességű vonat | Paris-Est - Meuse TGV - Metz Ville | TGV POS                          |                                        |
| TGV                              | Nagysebességű vonat | Paris-Est - Champagne-Ardenne TGV - Metz-Ville - Thionville - Luxembourg |                                  |                                        |
| TGV                              | Nagysebességű vonat | Paris-Est - Strasbourg - Karlsruhe Hbf - Stuttgart Hbf - Ulm Hbf - Augsburg Hbf - München Hbf |                                  |                                        |
| TGV                              | Nagysebességű vonat | Paris-Est - Nancy-Ville - Sarrebourg - Saverne - Strasbourg - Colmar - Mulhouse |                                  |                                        |
| TGV                              | Nagysebességű vonat | Paris-Est - Nancy-Ville - Lunéville - Saint-Dié-des-Vosges |                                  |                                        |
| TGV                              | Nagysebességű vonat | Paris-Est - Nancy-Ville - Épinal - Remiremont | TGV Réseau                       |                                        |
| TGV                              | Nagysebességű vonat | Paris-Est - Meuse TGV - Nancy-Ville |                                  |                                        |
| TGV                              | Nagysebességű vonat | Paris-Est - Champagne-Ardenne TGV - Châlons-en-Champagne - Vitry-le-François - Bar-le-Duc |                                  |                                        |
| Intercités                       | InterCity           | Paris-Est - Troyes - Vendeuvre - Bar-sur-Aube - Chaumont - Langres - Culmont-Chalindrey - Vesoul - Lure - Belfort - Altkirch - Mulhouse                                                           | CC 72100                         |                                        |
| Intercités                       | InterCity           | Paris-Est - Nogent-sur-Seine - Romilly-sur-Seine - Troyes - Chaumont - Langres - Culmont-Chalindrey - Vesoul                                                                                      | CC 72100                         |                                        |
| TER Picardie / Champagne-Ardenne | TER                 | Paris-Est - Château-Thierry - Dormans - Épernay - Châlons-en-Champagne - Vitry-le-François - Saint-Dizier / Bar-le-Duc                                                                            |                                  |                                        |
| Transilien                       | TER                 | Paris-Est - Meaux - Trilport - Isles-Armentières-Congis - Lizy-sur-Ourcq - Crouy-sur-Ourcq - Mareuil-sur-Ourcq - La Ferté-Milon                                                                   | BB 67400 + RIO vagy RIB, B 82500 |                                        |
| Transilien                       | TER                 | Paris-Est - Meaux - Trilport - Changis-Saint-Jean - La Ferté-sous-Jouarre - Nanteuil-Saâcy - Nogent-l'Artaud-Charly - Chézy-sur-Marne - Château-Thierry                                           | Z 20500                          |                                        |
| Transilien                       | TER                 | Paris-Est - Chelles-Gournay - Vaires-Torcy - Lagny-Thorigny - Esbly - Meaux | BB 17000, Z 20500                |                                        |
| Transilien                       | TER                 | Paris-Est - Tournan - Marles-en-Brie - Mortcerf - Guérard-La Celle-sur-Morin - Faremoutiers-Pommeuse - Mouroux - Coulommiers                                                                      | RIB, Z 20500                     |                                        |
| Transilien                       | TER                 | Paris-Est - Verneuil-l’Étang - Mormant - Nangis - Longueville - Sainte-Colombe-Septveilles - Champbenoist-Poigny - Provins                                                                        | RIO, B 82500                     |                                        |

## Kapcsolata más pályaudvarokkal
Párizs egyéb pályaudvarait az alábbi tömegközlekedési módokon érhetjük el:
- Paris Gare du Nord - gyalogosan kb. 5 perc sétával
- Paris Gare de Lyon - a párizsi RER D vonalán Gare de Nord-tól vagy metróval
- Paris Gare de Bercy - a párizsi metró 4-es vonalán Châtelet állomásig, majd onnan a 14-es metróval;
- Paris Gare d’Austerlitz - a párizsi metró 5-ös vonalán;
- Paris Gare Montparnasse - a párizsi metró 4-es vonalán Montparnasse-Bienvenüe metróállomásától gyalogosan;
- Paris Gare Saint-Lazare - a párizsi metró 12-es vonalán Pigalle metróállomásig, majd átszállással a 4-es metróvonalra.

## Érdekességek
Ez az állomás a magyar irodalomban közismert  Ady Endre A Gare de l’Esten című verse kapcsán.

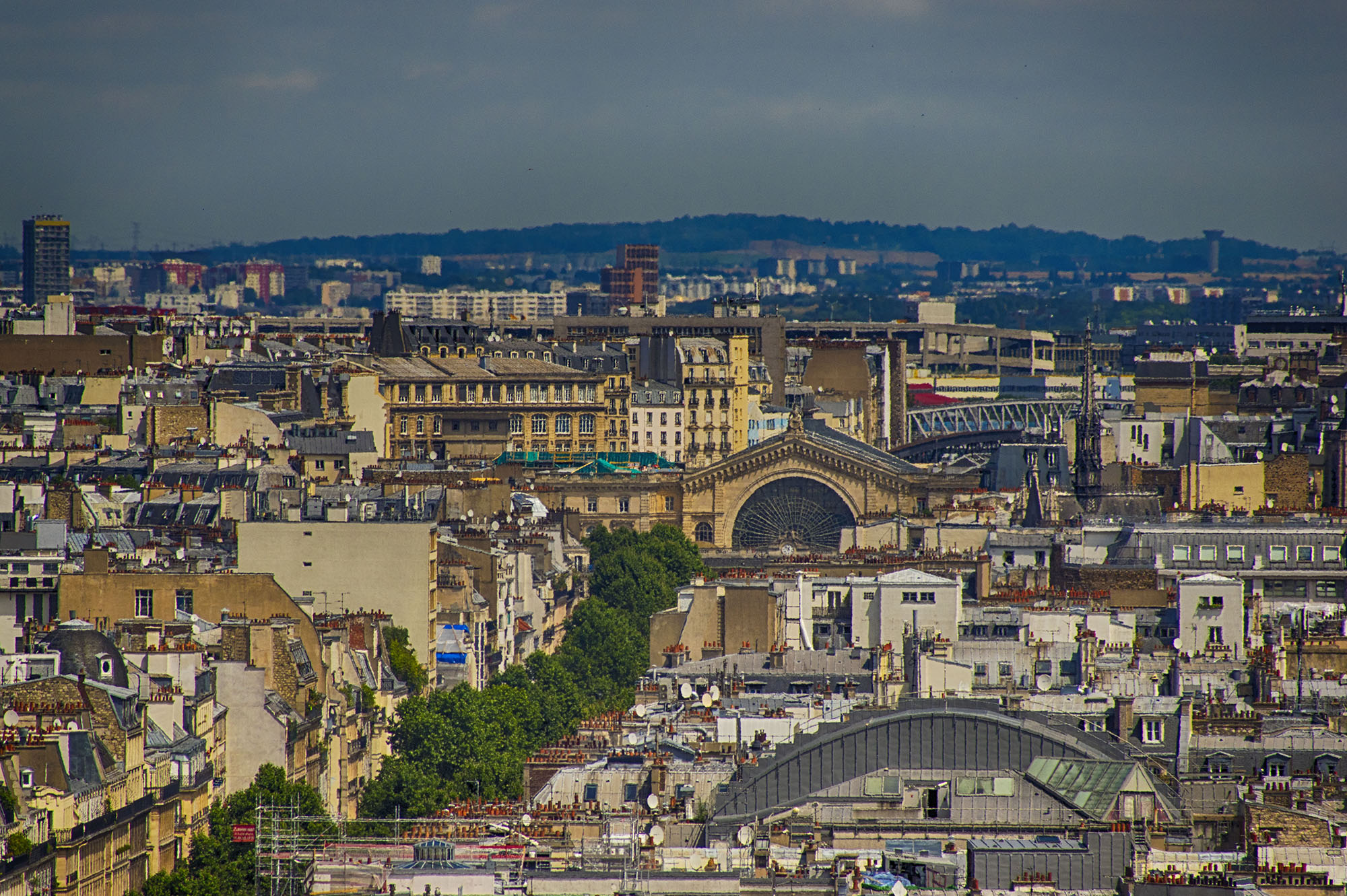
Események
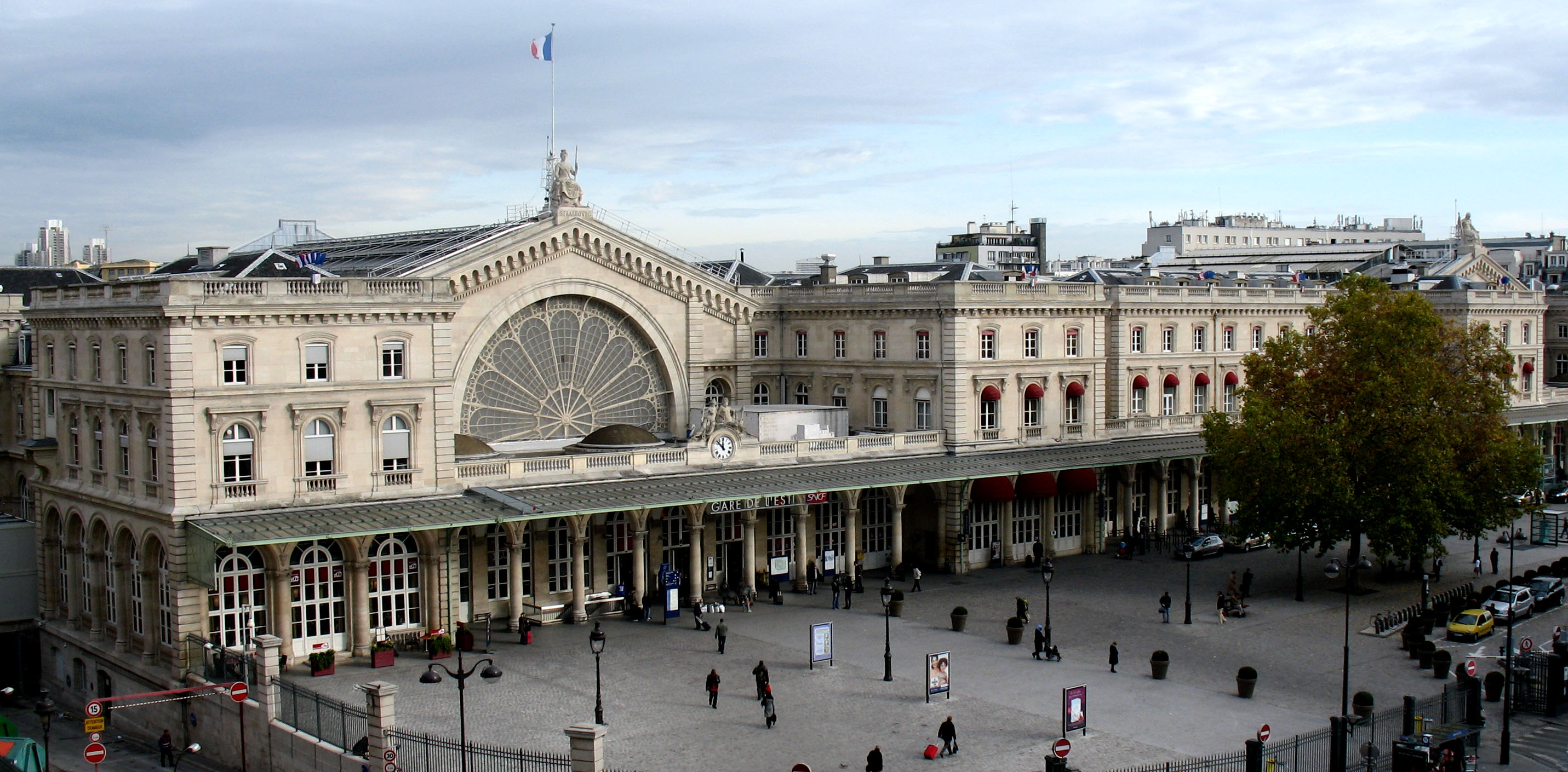
Homlokzat
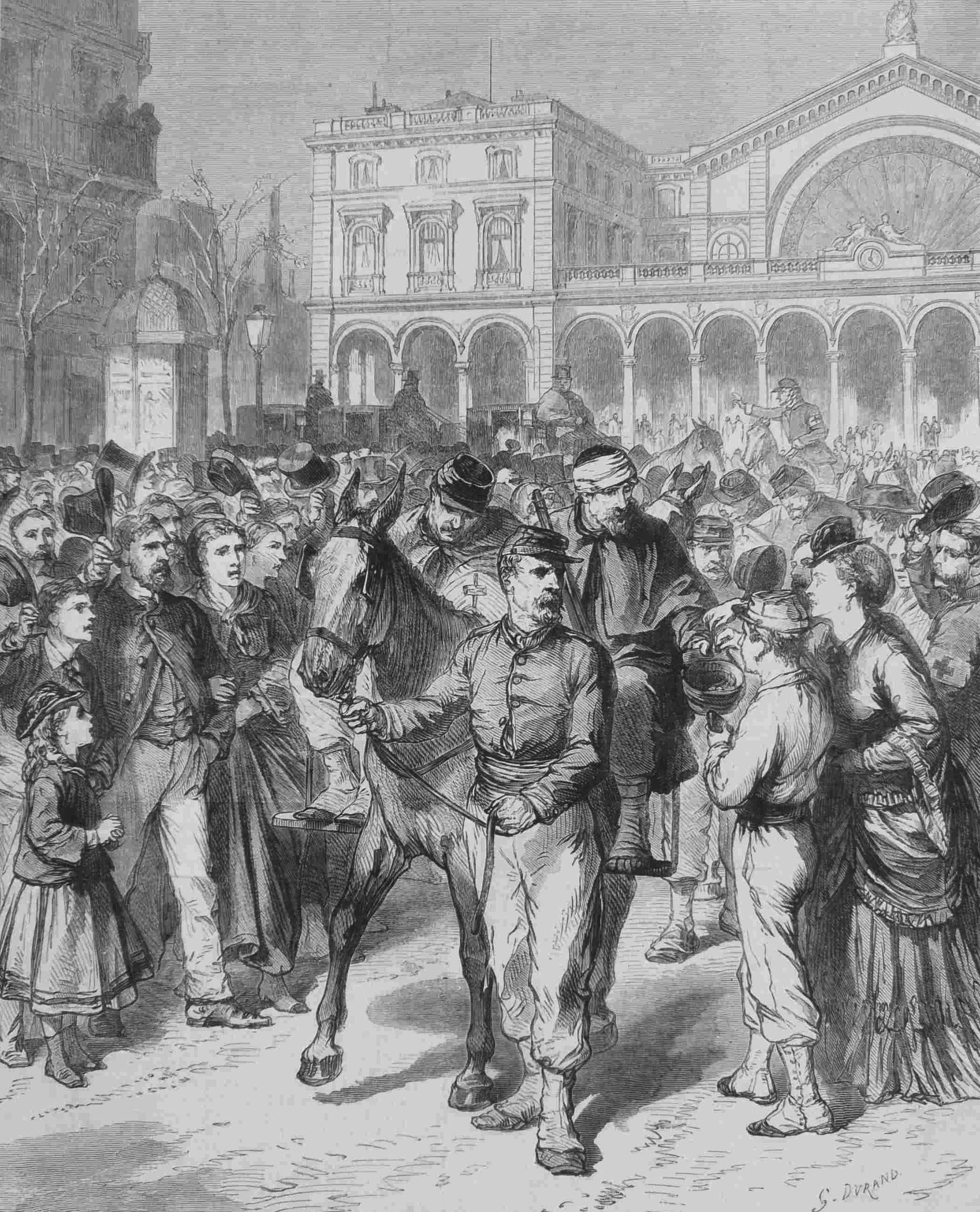
Történelmi képek
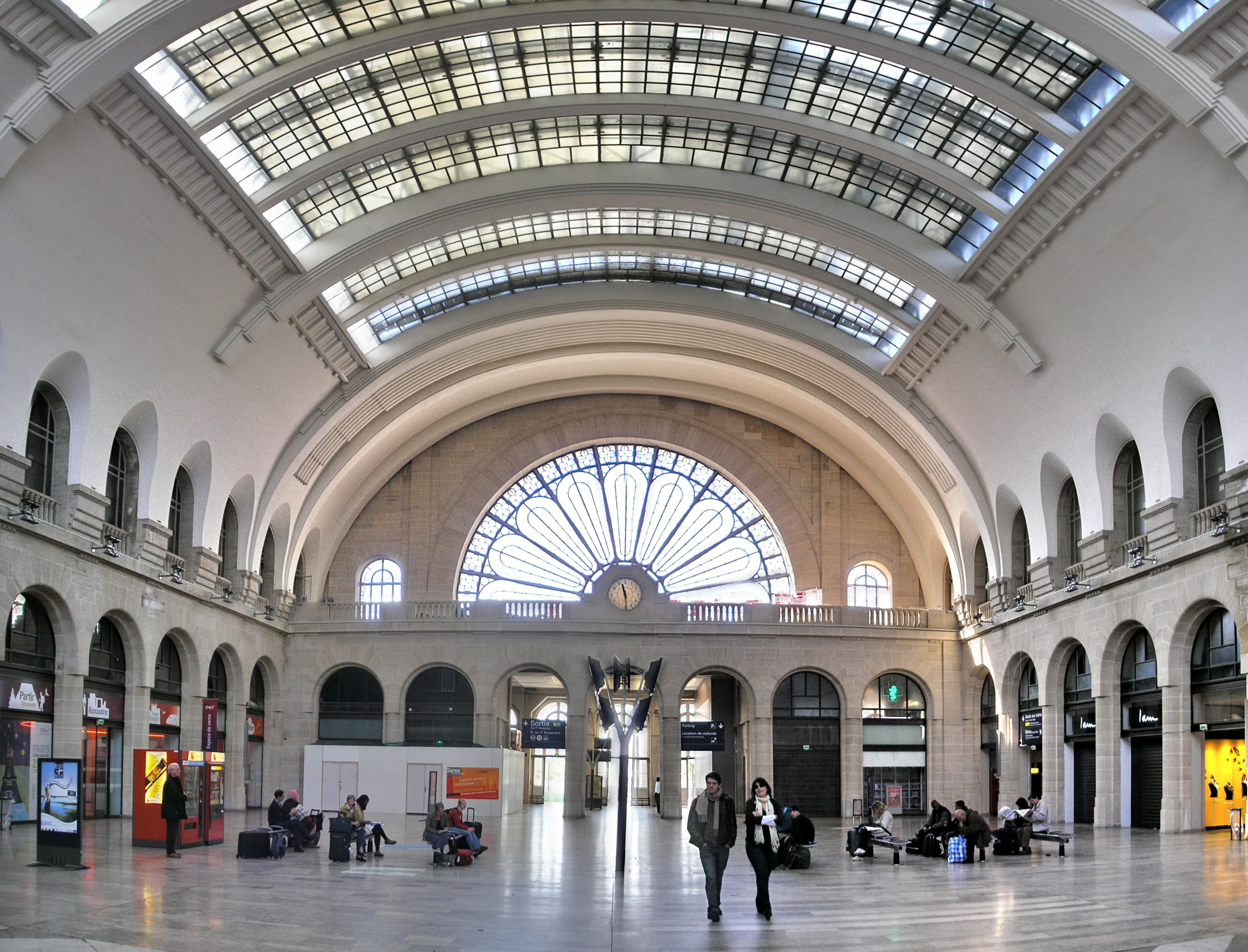
Belső tér
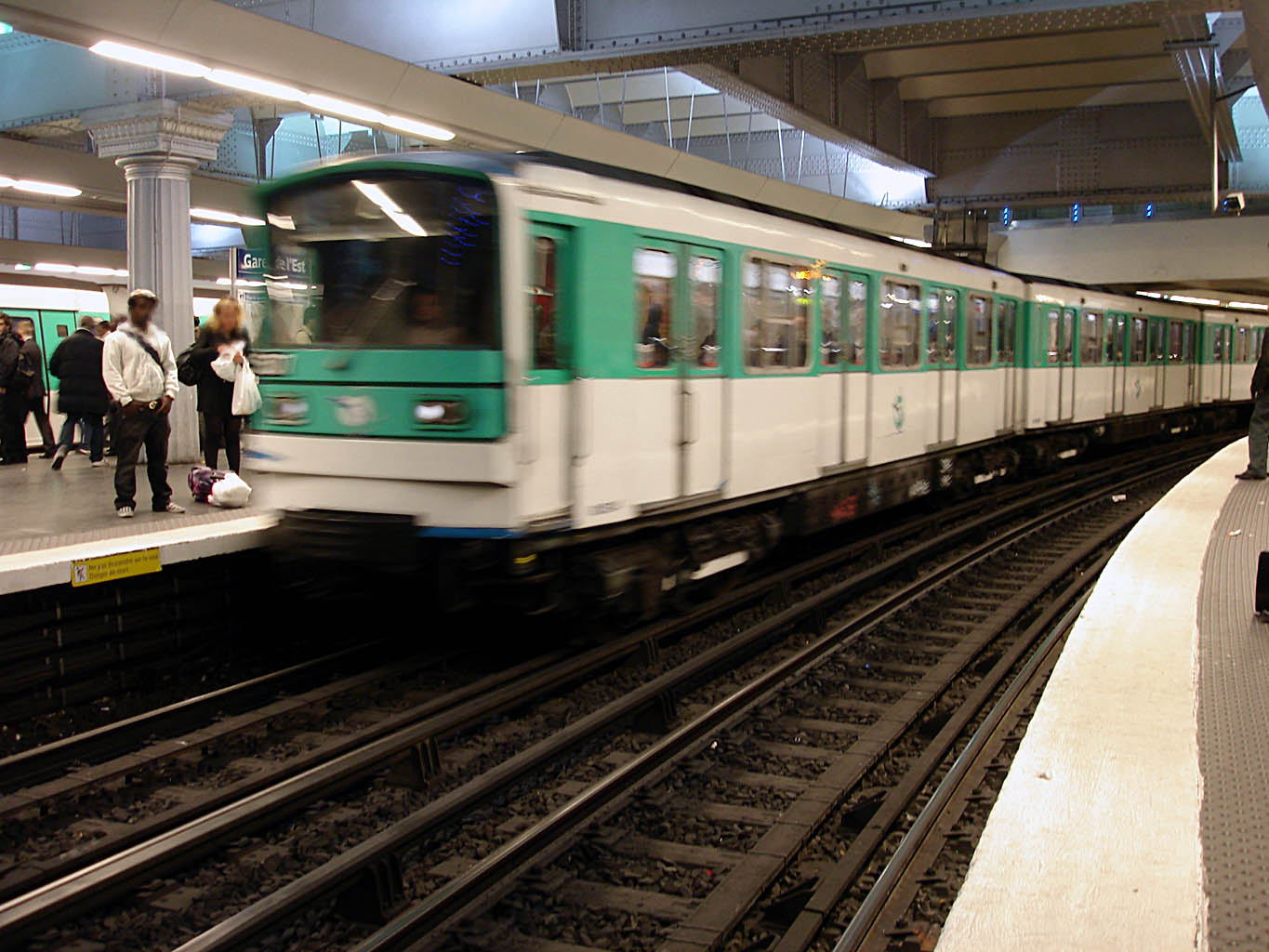
Metró állomás
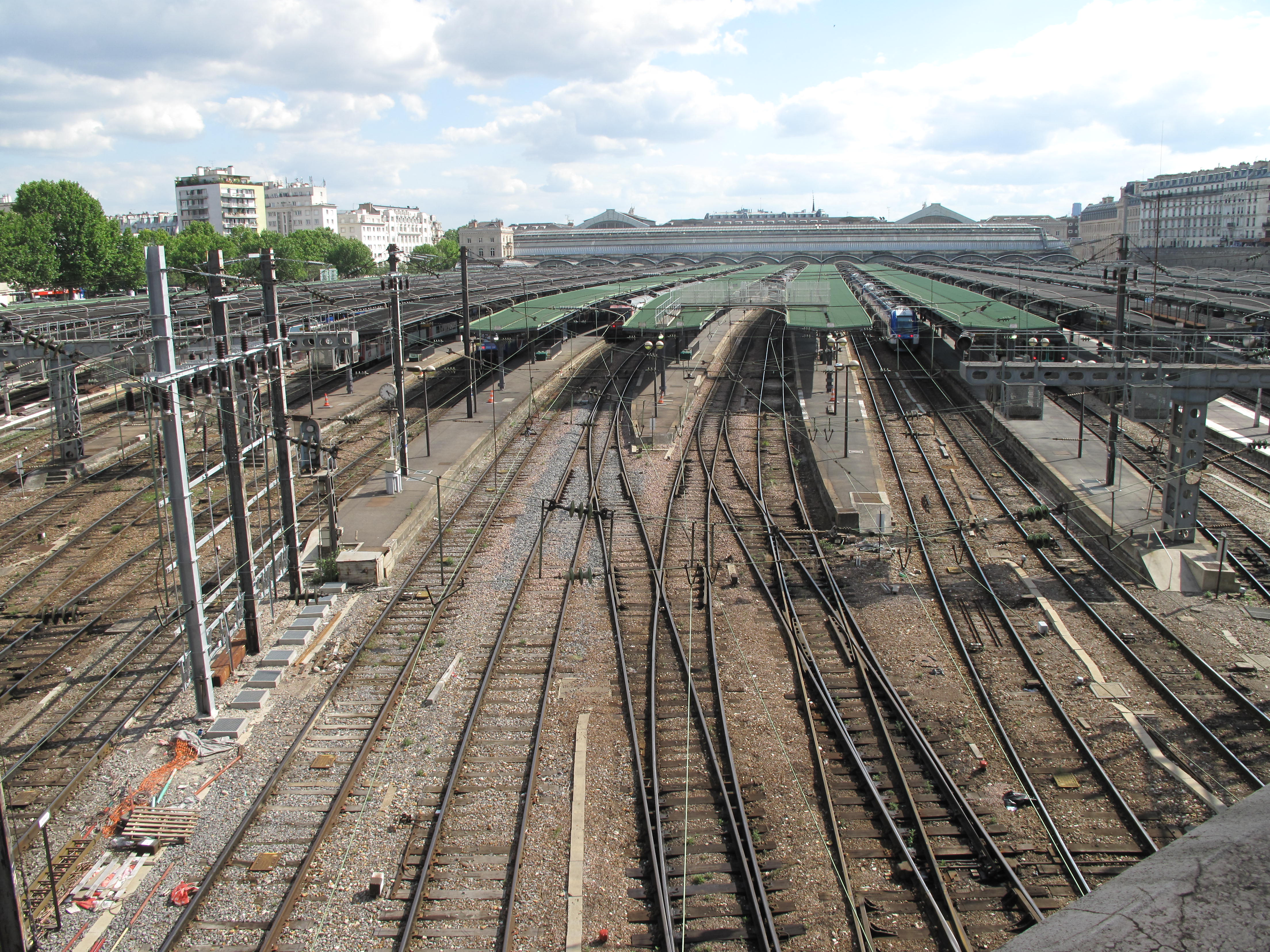
Vasúti vágányok
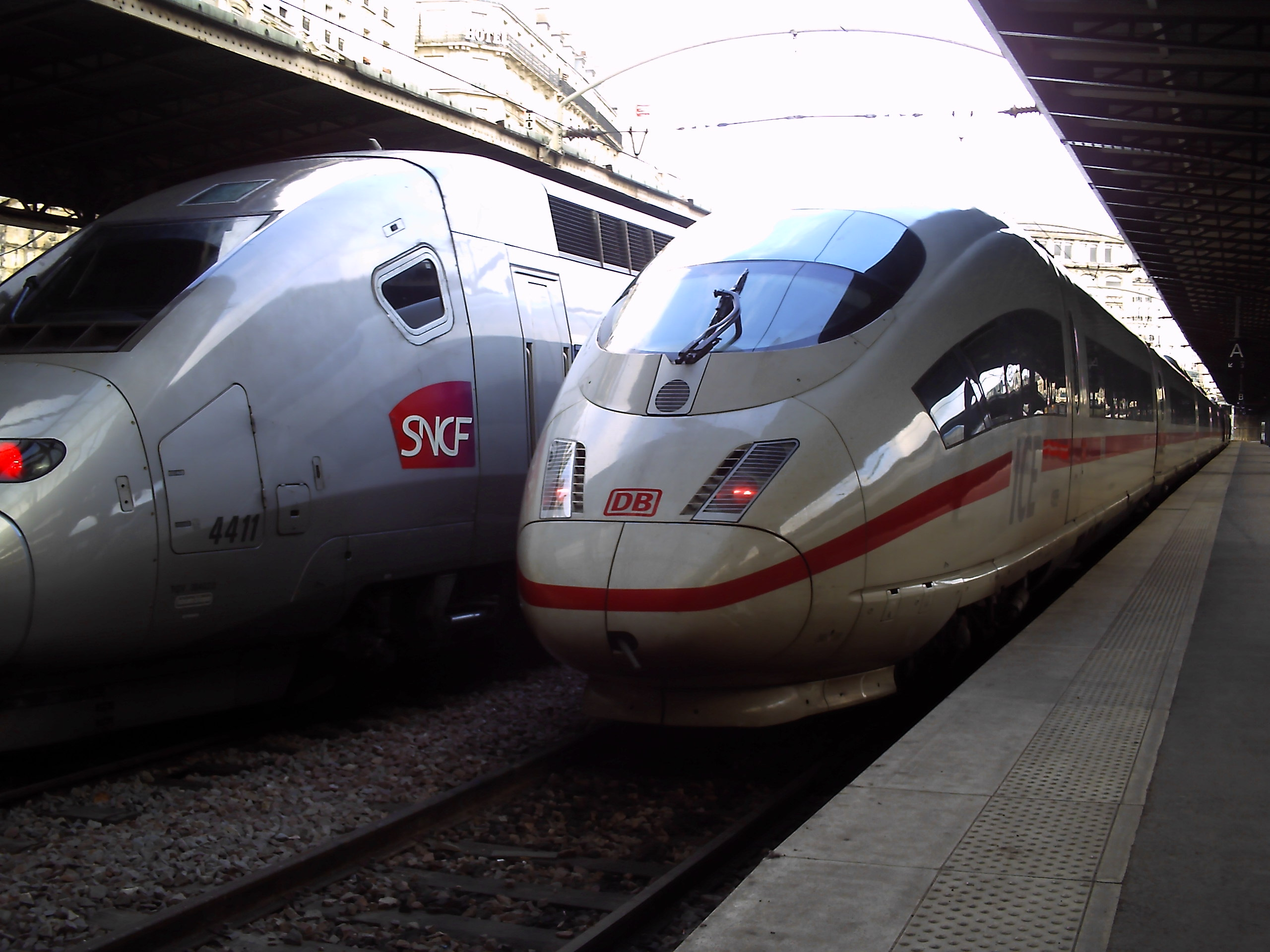
Vonatok
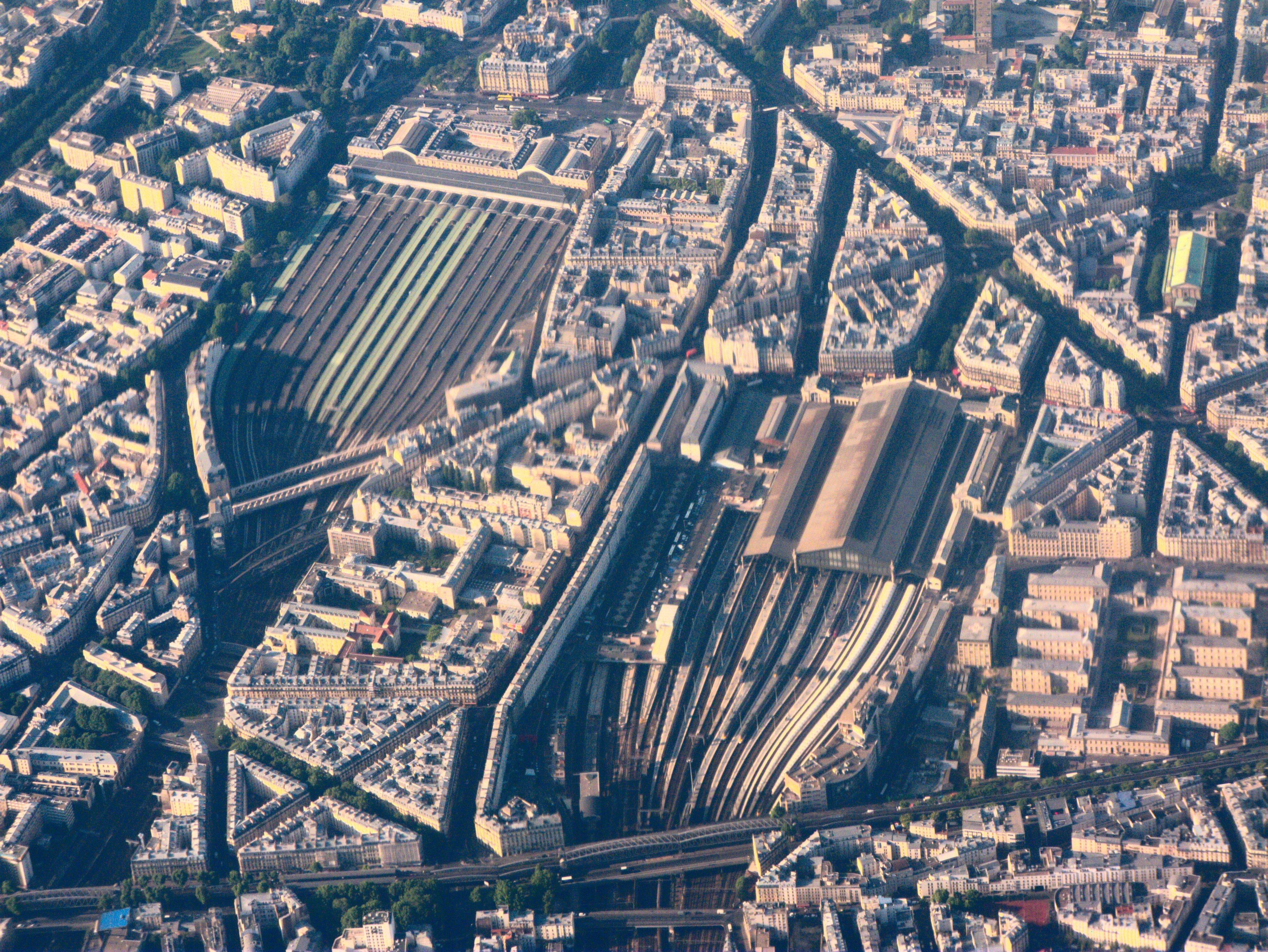
Légifotó
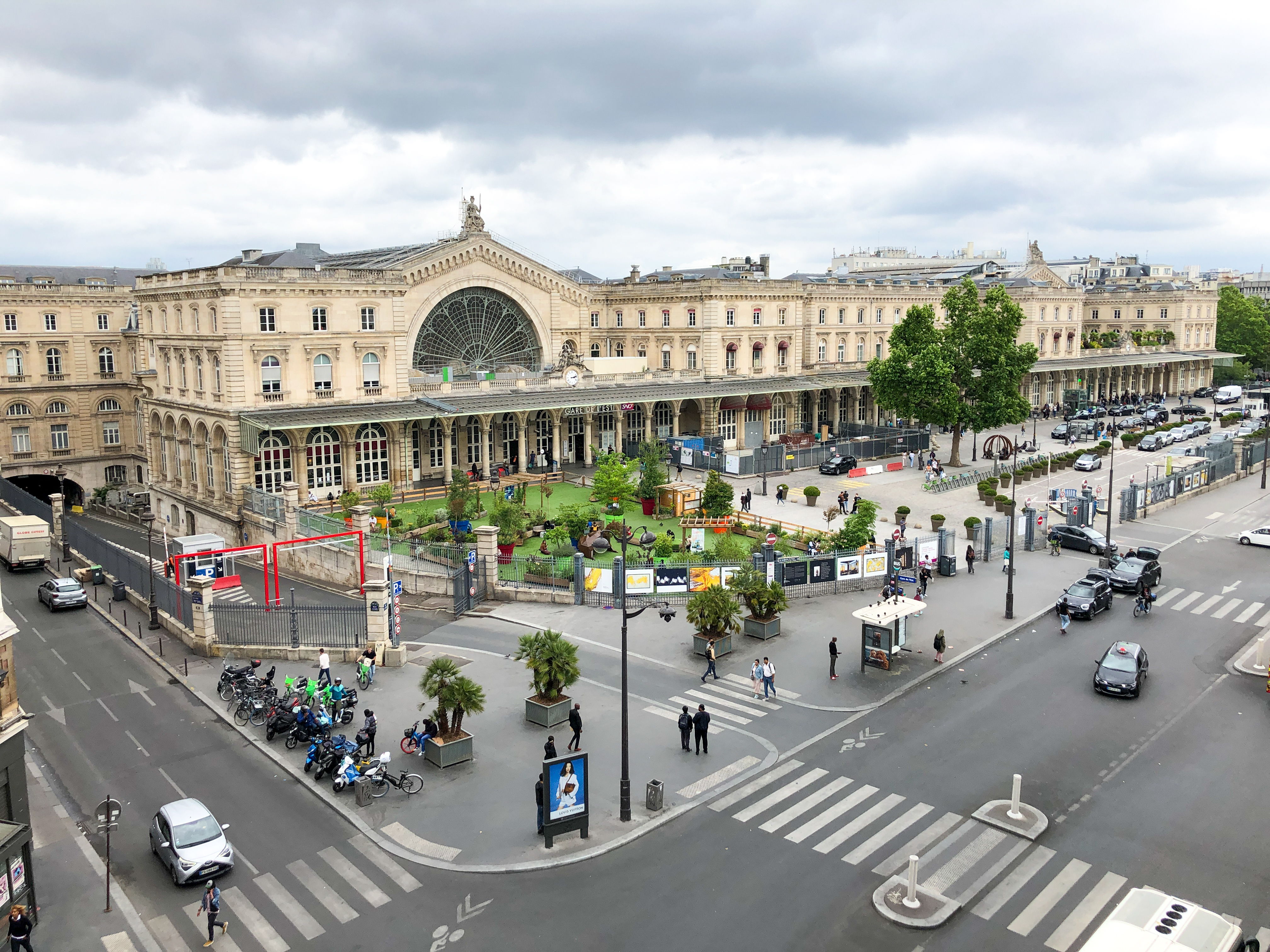
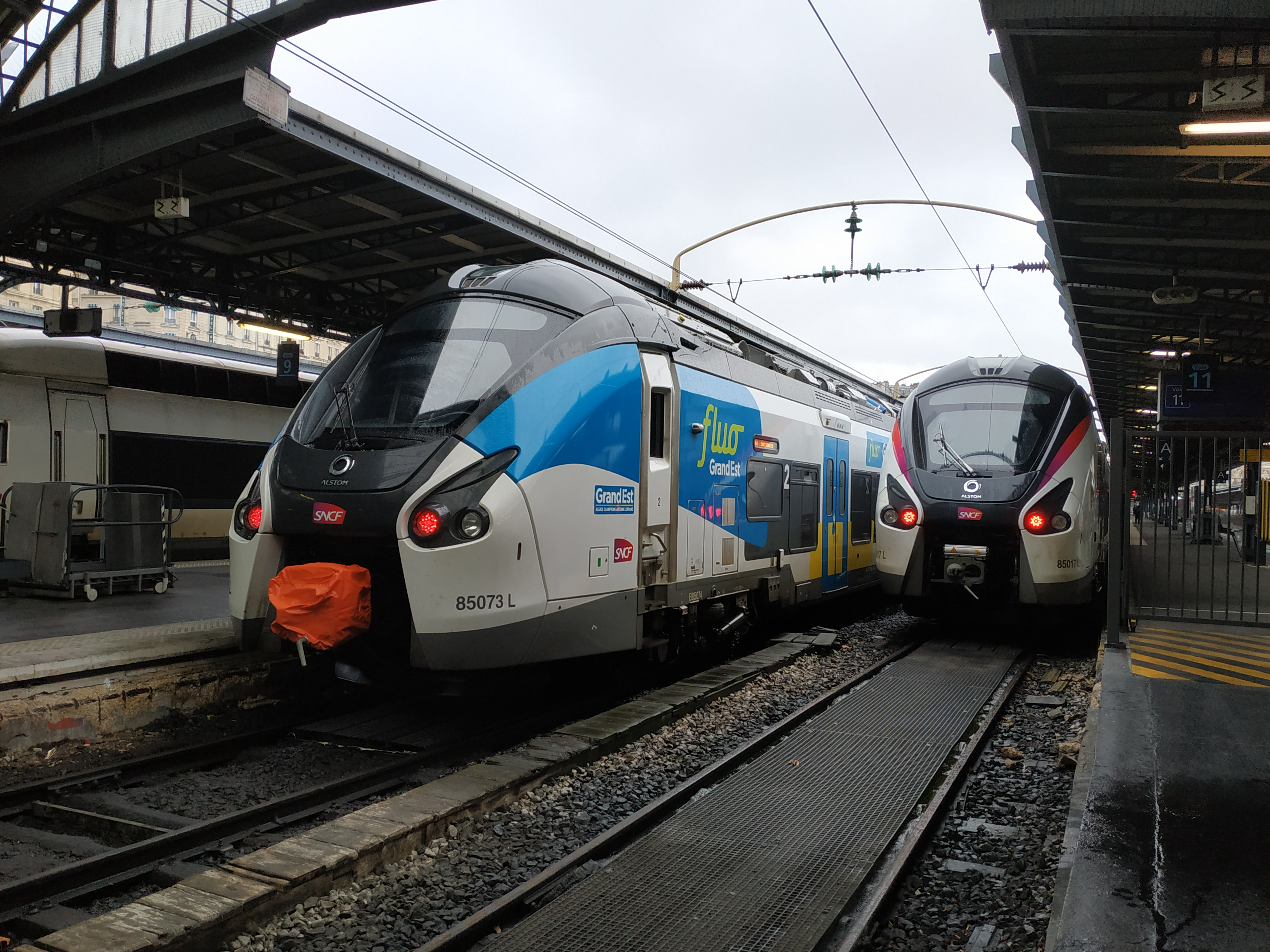